# Johann Christoph Kaffka
Johann Christoph Kaffka, eigentlich Johann Christoph Engelmann, (* 1754 in Regensburg; † 1815 in Riga) war ein deutscher Komponist, Geiger und Opernsänger.

## Leben
Kaffka erhielt von seinem Vater Joseph Kaffka Violinunterricht und studierte Musiktheorie bei Joseph Riepel. Ab 1777 war er Sänger an den Theatern in Breslau, Sankt Petersburg und Dessau. 1803 ließ er sich als Buchhändler in Riga nieder.
Verheiratet war er mit der Schauspielerin Therese Rosenberg.

## Bühnenwerke
- Die Zigeuner, Lustspiel (Libretto von Heinrich Ferdinand Möller nach Miguel de Cervantes, La gitanilla), 1778
- Antonius und Cleopatra, Duodrama mit Gesang (Libretto: Bernhard Christoph d’Arien), 1779
- Der Äpfeldieb oder Der Schatzgräber, Operette (Libretto: Christoph Friedrich Bretzner), 1780
- Rosemund, musikalisches Drama (Libretto: Christoph Friedrich Bretzner), 1782
- Das wütende Heer oder Das Mädchen im Thurme, Operette (Libretto: Christoph Friedrich Bretzner), 1782
- Der Guk Kasten oder Das Beste komt zulezt, komische Operette, 1782
- So prellt man alte Füchse, Operette (nach Molière), 1782
- Bitten und Erhörung, ernsthaftes Singspiel, 1783
- Der blinde Ehemann, Operette (Libretto: Johann Friedrich Jünger), 1788
- Der Talisman oder Der seltene Spiegel, romantisch-komische Oper (Libretto: Christoph Friedrich Bretzner), 1789